# Sport en Floride

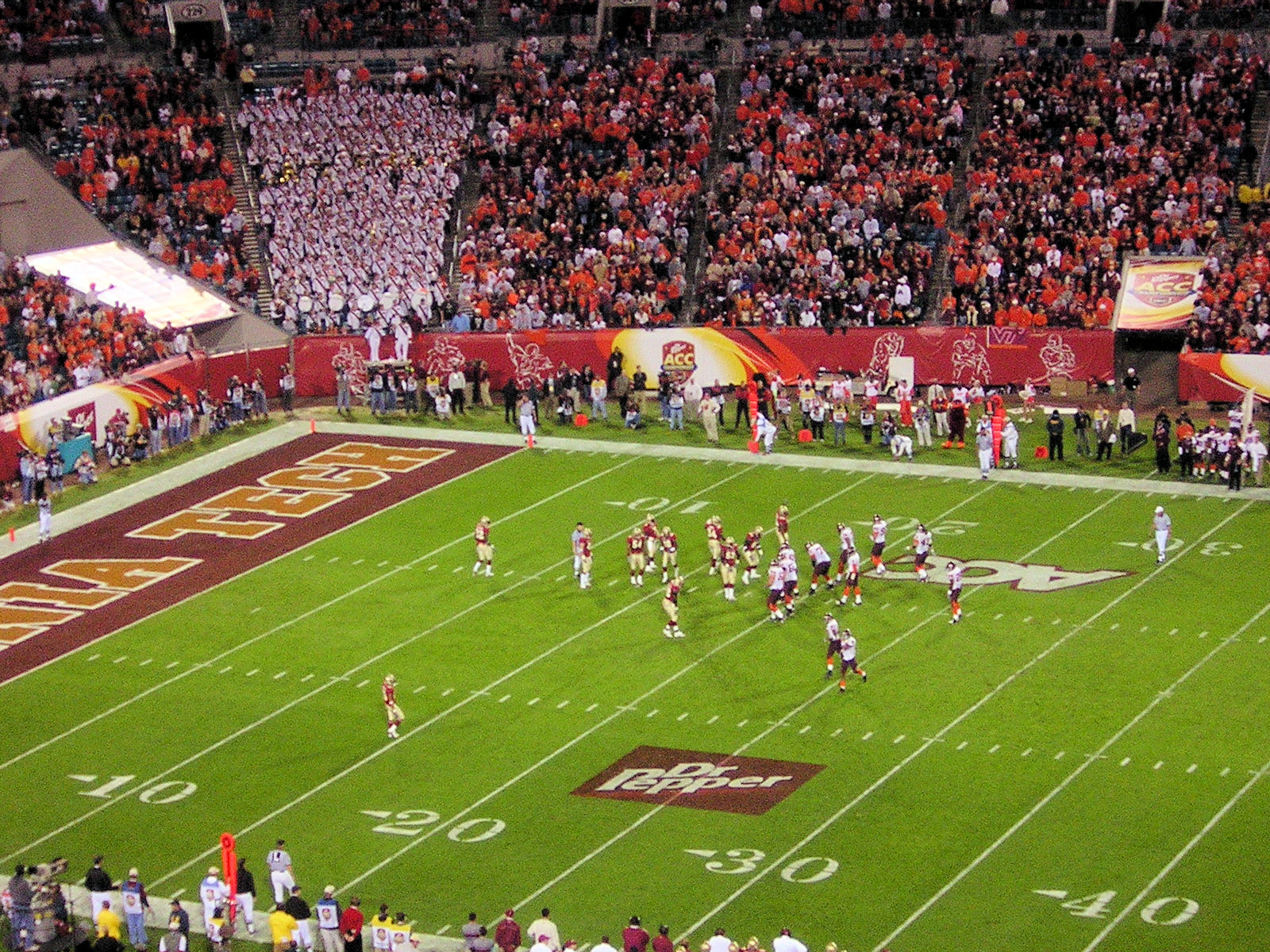
ACC Championship Game à Jacksonville (2005)

Les possibilités de pratiquer un sport en Floride sont variées : sports nautiques (plongée sous-marine, surf, pêche sportive), sports des élites (golf, polo), sports extrêmes (courses d'automobile, de moto).

## Principales infrastructures sportives
| Nom                                         | Sports                       | Ville / lieu   | Date d’ouverture | Capacité maximale |
| ------------------------------------------- | ---------------------------- | -------------- | ---------------- | ----------------- |
| Hard Rock Stadium                           | baseball, football américain | Miami          | 2016             | 38 560            |
| AmericanAirlines Arena                      | basket-ball                  | Miami          | 1999             | 19 600            |
| BankAtlantic Center                         | baseball, hockey             | Sunrise        | 1998             | 20 737            |
| Tropical Park Stadium                       | omnisports                   | Miami          |                  | 7 000             |
| Raymond James Stadium                       | football américain           | Tampa          | 1998             | 75 000            |
| Tropicana Field                             | baseball                     | St. Petersburg | 1990             | 36 048            |
| St. Pete Times Forum                        | omnisports                   | Tampa          | 1996             | 21 500            |
| Amway Arena                                 | omnisports                   | Orlando        | 1989             | 15 948            |
| Jacksonville Municipal Stadium              | football américain           | Jacksonville   | 1995             | 82 000            |
| BankUnited Center                           | basket-ball                  | Coral Gables   | 2003             | 8 000             |
| Miami Arena                                 | basket-ball, hockey          | Miami          | 1988             | 16 640            |
| Miami Orange Bowl                           | football américain           | Miami          | 1937             | 81 753            |
| Daytona International Speedway              | courses automobiles et motos | Daytona Beach  | 1959             | 167 785           |
| Jacksonville Veterans Memorial Arena        | omnisports                   | Jacksonville   | 2003             | 16 000            |
| Baseball Grounds of Jacksonville            | baseball                     | Jacksonville   | 2003             | 11 000            |
| Bright House Networks Stadium               | football américain           | Orlando        | 2007             | 45 301            |
| George M. Steinbrenner Field                | baseball                     | Tampa          | 1996             | 10 000            |
| Ben Hill Griffin Stadium                    | football américain           | Gainesville    | 1930             | 90 716            |
| Bobby Bowden Field at Doak Campbell Stadium | football américain           | Tallahassee    | 1950             | 84 347            |

## Principales équipes professionnelles
| Club                     | Sport              | Ligue | Stade/enceinte                   | Ville          | Victoire en championnat |
| ------------------------ | ------------------ | ----- | -------------------------------- | -------------- | ----------------------- |
| Miami Dolphins           | Football américain | NFL   | Dolphin Stadium                  | Miami          | 2 (1972 et 1973)        |
| Tampa Bay Buccaneers     | Football américain | NFL   | Raymond James Stadium            | Tampa          | 2 (2002 et 2020)        |
| Jacksonville Jaguars     | Football américain | NFL   | Jacksonville Municipal Stadium   | Jacksonville   | 0                       |
| Florida Marlins          | Baseball           | MLB   | Dolphin Stadium                  | Miami          | 2 (1997 et 2003)        |
| Tampa Bay Rays           | Baseball           | MLB   | Tropicana Field                  | St. Petersburg | 0                       |
| Lightning de Tampa Bay   | Hockey sur glace   | NHL   | St. Pete Times Forum             | Tampa          | 3 (2004, 2020 et 2021)  |
| Panthers de la Floride   | Hockey sur glace   | NHL   | BankAtlantic Center              | Sunrise        | 0                       |
| Miami Heat               | Basket-ball        | NBA   | American Airlines Arena          | Miami          | 3 (2006,2012 et 2013)   |
| Orlando Magic            | Basket-ball        | NBA   | Amway Arena                      | Orlando        | 0                       |
| Orlando City Soccer Club | Football           | MLS   | Orlando City Stadium             | Orlando        | 0                       |
| Armada de Jacksonville   | Football           | NASL  | Baseball Grounds of Jacksonville | Jacksonville   | 0                       |
| Miami Football Club      | Football           | NASL  | FIU Stadium                      | Miami          | 0                       |
| Rowdies de Tampa Bay     | Football           | USL   | Al Lang Stadium                  | Tampa          | 0                       |
| Launch de Floride        | Lacrosse           | MLL   | FAU Stadium                      | Boca Raton     | 0                       |

À côté des équipes prestigieuses, la Floride possède également de nombreuses petites équipes de baseball, football américain, basketball, hochey sur glace, football et rugby. Les universités ont également des équipes sportives reconnues.

## Football américain

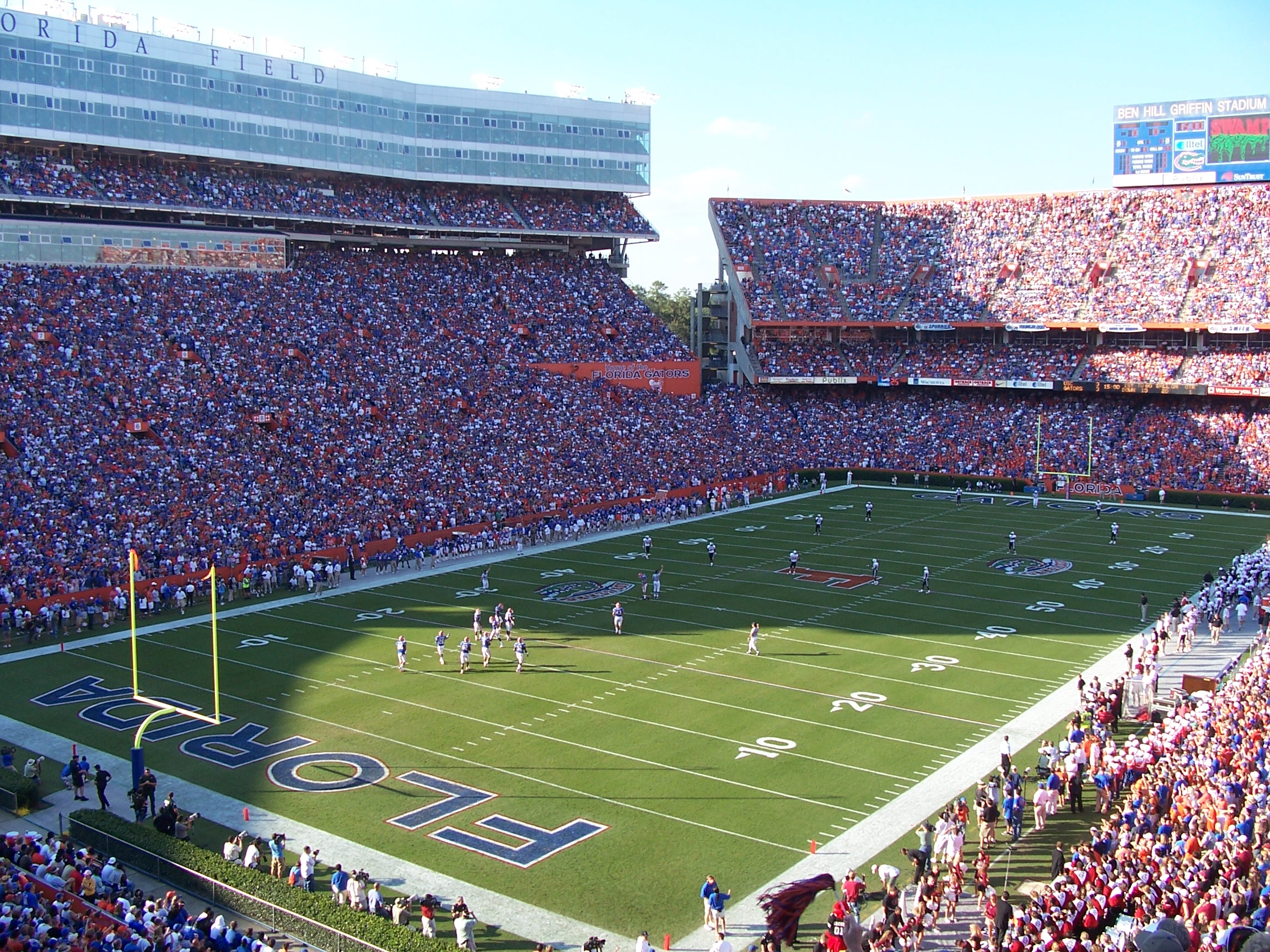
Le Ben Hill Griffin Stadium à Gainseville peut accueillir plus de 90 000 spectateurs pour des matchs de football américain

Le football américain est, comme ailleurs aux États-Unis, l’un des sports les plus suivis en Floride. L’Orange Bowl est le match de football américain universitaire le plus ancien, la première édition ayant eu lieu en 1935. La rencontre se tient au Dolphin Stadium depuis 1996. Un match du Super Bowl XXXIX s'est joué le 6 février 2005 au ALLTEL Stadium de Jacksonville, où sont domiciliés les Jacksonville Jaguars.

## Catch
En 2008, 2012 et 2017, la World Wrestling Entertainment (WWE) a organisé WrestleMania (respectivement le XXIV, le XXVIII et le 33. WrestleMania XXIV et WrestleMania 33 sont les deux influences records du Camping World Stadium de Orlando.

## Baseball
L'entraînement de printemps (Spring training en anglais) est le nom de la phase de préparation des équipes de Ligue majeure de baseball débutant à la mi-février et s'achèvant avec l'ouverture de la saison régulière du championnat, au début du mois d'avril. Des matches quasi quotidiens succèdent aux séances d'entraînement pour les joueurs sous contrat ainsi que d'autres joueurs à l'essai. Pour des raisons de météorologie, les camps d'entraînements des clubs de la MLB se trouvent en Floride (Grapefuit League) et en Arizona (Cactus League).

## Sports nautiques et aquatiques

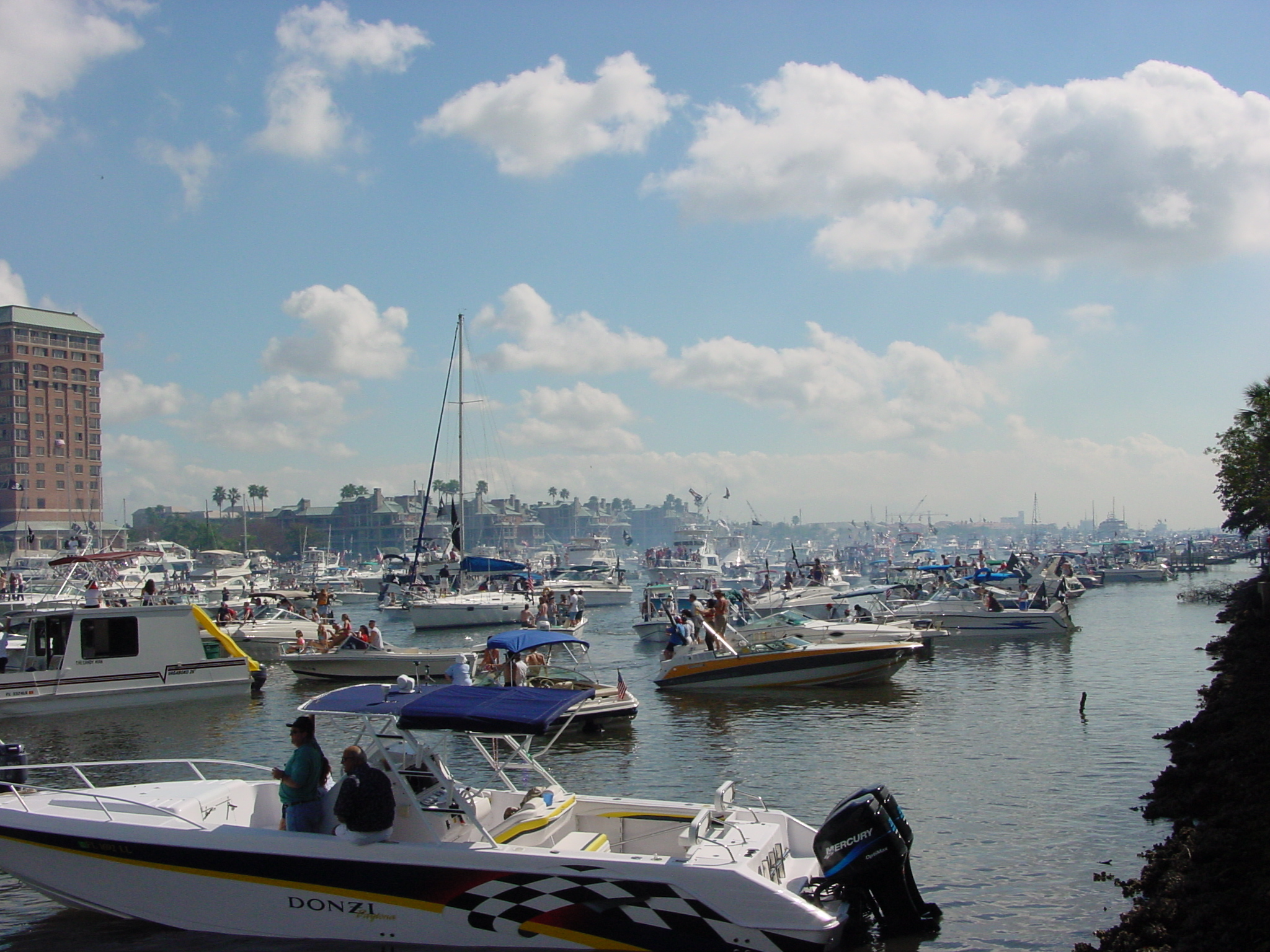
Tampa

L’étendue du littoral floridien (longueur cumulée d'environ 13 600 km) est propice au développement des sports nautiques et aquatiques.
Les sports nautiques et aquatiques connaissent un succès important, au premier rang desquels figure la pêche. Pratiquée sur mer ou dans les lacs et les cours d’eau, elle nécessite un permis. Il existe de nombreux concours de pêche à travers l’état (Jacksonville, Key West, Metropolitan South Florida Fishing Tournament, etc.).
Le kayak, le catamaran, la planche à voile sont pratiqués comme sport et comme loisir. La plongée sous-marine permet de découvrir les récifs coralliens (particulièrement autour des Keys) et les nombreuses épaves (galions espagnols, cuirassé USS Massachusetts (BB-2), croiseur USS Wilkes-Barre (CL-103)). Des régates sont organisées au large des côtes. Fort Lauderdale est un centre de construction et de réparation des yachts. Environ 42 000 bateaux y stationnent. Le Fort Lauderdale International Boat Show, qui a lieu en octobre, constitue la plus grande manifestation nautique du monde et attire quelque 125 000 personnes dans la ville chaque année.
La Floride est, avec la Californie et Hawaii, un foyer du surf américain. Cocoa Beach est le lieu de naissance du surfeur professionnel le plus titré de l'histoire de ce sport, Kelly Slater. Depuis 1964, la ville organise le Easter Surfing Festival fréquenté par environ 100 000 personnes. Daytona Beach possède son concours qui a lieu en octobre. Le O'Neill Sebastian Inlet Pro marque le coup d'envoi du calendrier international professionnel de surf WQS, manifestation organisée sur la Space Coast. Les principaux spots de surf sont New Smyrna Beach, Sebastian Inlet, Saint Petersburg Beach, Panama City, Clearwater, Laguna Beach, Caladesi Islands, Anna Maria.

## Pelote basque
La pelote basque est très populaire et ce sport fait l’objet de paris en Floride dans six endroits : Dania Beach, Miami, Ocala, Fort Pierce, Orlando et le comté d'Hamilton. Le plus ancien fronton des États-Unis est celui de Hialeah Race Course près de Miami (1924). Il a été déplacé à proximité de l’aéroport international de Miami.

## Course automobile

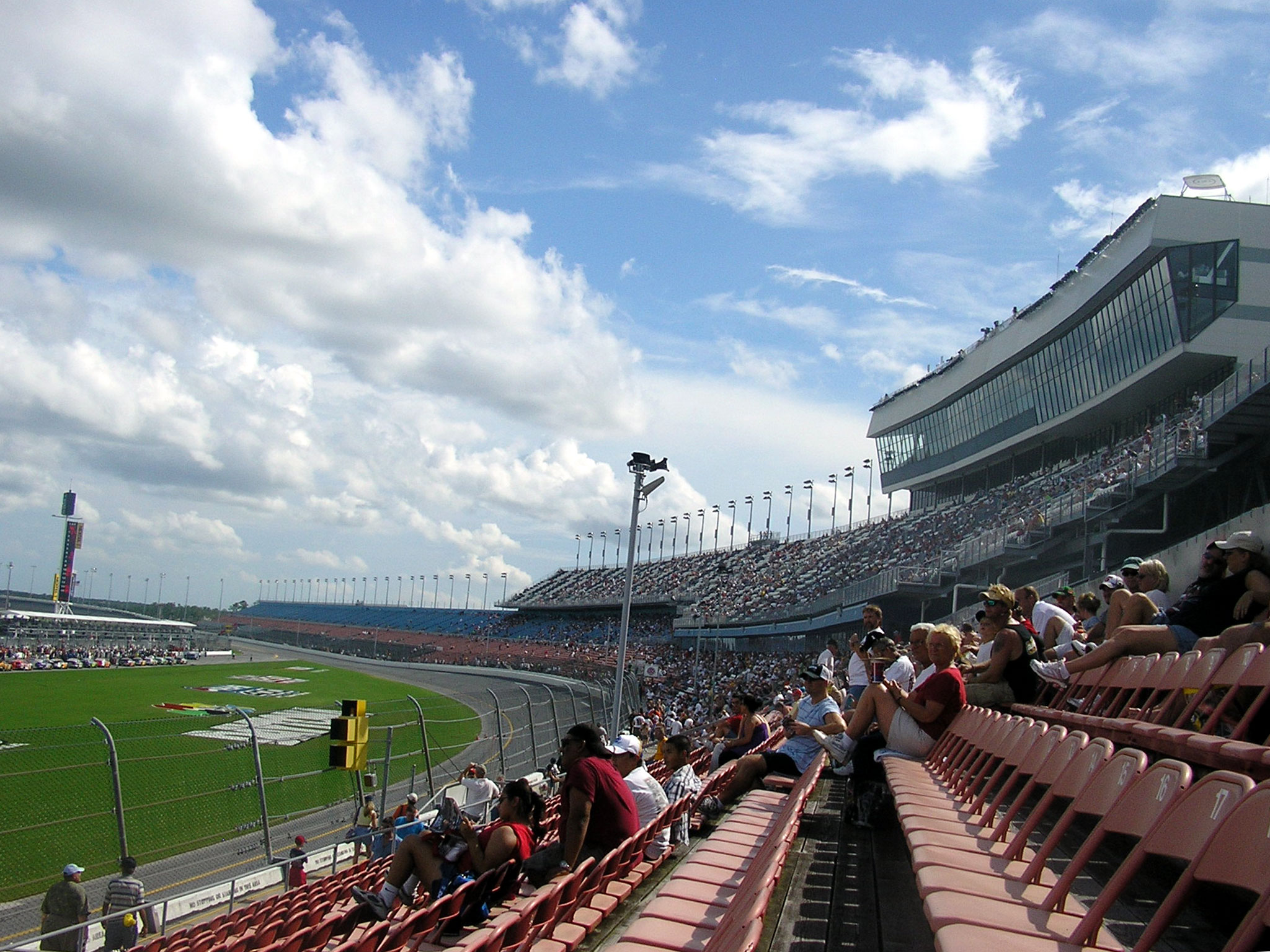
Daytona International Speedway

Le principal lieu pour les courses automobiles est Daytona Beach. Le Daytona International Speedway accueille notamment les 24 heures de Daytona, une course d'endurance de voitures de sport qui se tient chaque année depuis 1966. Les autres circuits floridiens sont le Homestead-Miami Speedway, le Sebring International Raceway, le Streets of St. Petersburg, le Walt Disney World Speedway.

## Course à pied
La Gate River Run, depuis 1977 à Jacksonville réunit plus de 18 000 participants. Le Gasparilla Distance Classic a lieu en février ou en mars à Tampa et propose notamment un marathon et un semi-marathon.

## Sports équestres
Le rodéo de Silver Spurs à Kissimmee est le plus ancien de Floride. La Calder Race Course à Miami Gardens et le derby de Floride à Hallandale Beach sont les principales courses hippiques. Le comté de Palm Beach est réputé pour la pratique du polo. Le Palm Beach International Polo Club est l’un des plus grands clubs de polo du monde. Il possède un stade de quelque 5 000 places assises.

## Tennis
Le tennis est l’un des sports les plus pratiqués en Floride. Il existe de nombreux centres d’entraînement dont celui de Nick Bollettieri (IMG Academy) qui forma des joueurs internationaux. Le Saddlebrook Resort à Tampa est le lieu d’entraînement de Pete Sampras et possède 45 courts
Parmi les plus grands professionnels, Chris Evert a grandi dans la région de Fort Lauderdale. Les tournois de Delray Beach et les Masters de Miami font partie du circuit professionnel ATP. L'Tournoi de tennis de Miami et le tournoi de tennis d'Amelia Island figurent dans le WTA.

## Golf

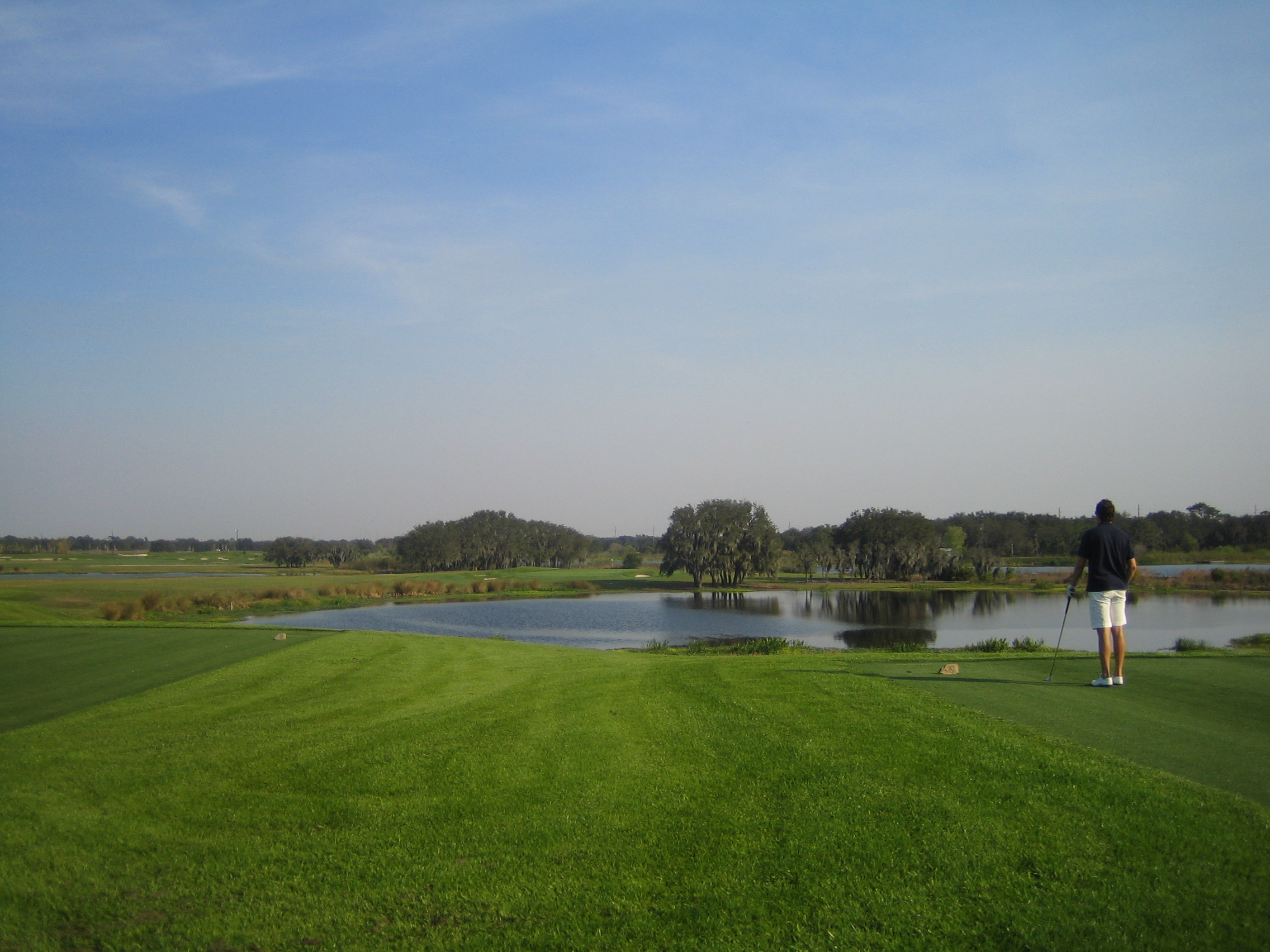
Terrain de golf à Davenport

Avec plus de 1250 terrains de golf, la Floride est l’état américain le mieux doté. Ils se concentrent dans le comté de Palm Beach. Parmi les parcours de golf les plus connus, on peut citer ceux du Walt Disney World Resort (quatre de 18 trous, un de 9 trous et deux golfs miniatures dont un de 36 trous), mais aussi : Amelia Island Plantation,  Boca Raton Resort and Club, de Plantation Golf and Coutry Club (Venice) et de Palm Beach Gardens. Les golfeurs résidant en Floride sont nombreux : Tiger Woods, Greg Norman, Nick Price, Raymond Floyd, Gene Sarazen, Jack Nicklaus, Mark Calcavecchia, Glen Day, Luke Donald, Hank Kuehne, Thomas Levet, Steve Marino.
La Professional Golfers' Association  et la Ladies professional golf association organisent des tournois en Floride. Le plus prestigieux est The Players Championship qui se déroule en mai sur le parcours de TPC at Sawgrass à Ponte Vedra Beach. Il est considéré par beaucoup comme le 5e Majeurs car il s’agit d’un des tournois les plus richement dotés. Le World Golf Hall of Fame se situe à St. Augustine et présente la caractéristique assez inhabituelle par rapport aux autres Temples de la Renommée qu’un seul site est utilisé à la fois pour les femmes et pour les hommes. Il est supporté par un consortium de 26 organisations de golf établies partout dans le monde.